# Sportvereniging Roda Juliana Combinatie
Lo Sportvereniging Roda Juliana Combinatie Kerkrade (ned. Società Sportive Unite Roda Juliana), più semplicemente noto come Roda JC Kerkrade, è una società calcistica olandese con sede nella città di Kerkrade. Fondato il 27 giugno 1962 dalla fusione tra la Rapid JC e il Roda Sport, dal 1973 al 2014 ha militato ininterrottamente nel campionato di vertice dei Paesi Bassi, l'Eredivisie. 
Vanta nel suo palmarès un titolo d'Olanda, vinto nel 1956 con il nome di Rapid JC, e 2 coppe nazionali (6 le finali disputate). È l'ottava squadra d'Olanda a livello di partecipazioni al campionato di Eredivisie vantando 44 presenze, dietro Ajax, Feyenoord, PSV Eindhoven, Sparta Rotterdam, Twente, NAC Breda e Utrecht. È storicamente la "squadra dei minatori": dieci degli undici calciatori che si aggiudicarono il titolo del 1956 svolgevano questa professione.
Dal 2010 al nome del club è stata aggiunta la parola Kerkrade a seguito di un accordo col comune.

## Storia

### Fusioni (1955-1962)
Il Roda JC Kerkrade nacque dalla fusione di vari club di Kerkrade. Nel 1954 l'SV Kerkrade (fondato nel 1926) e l'SV Bleijerheide (1914) si fusero per costituire il Roda Sport. Nello stesso anno il Rapid '54 (1954) e un club amatoriale, il Juliana (1910), si fusero per formare il Rapid JC. Il Rapid JC fu una delle squadre più titolate dell'epoca e nel 1956 si aggiudicò anche i play-off scudetto. Negli anni a venire la squadra si piazzò tra i primi dieci del campionato solo in una circostanza, nel 1958-1959, quando raggiunse il secondo posto. Il Roda Sport, tuttavia, retrocesse in Tweede Divisie e vi rimase fino alla fusione con il Rapid JC, da cui ebbe origine il Roda JC.

### Salvezze in massima divisione (1963-1994)
Dopo la fusione, il club esordì in Eerste Divisie nella stagione 1962-1963, in cui retrocesse alla fine del campionato per via del 16º posto finale. Nell'annata successiva la promozione fu sfiorata: svanì nella finale degli spareggi. Nei successivi otto anni il club rimase in Tweede Divisie. Dopo il ritorno in Eerste Divisie, trascorsero due soli anni per la promozione in Eredivisie, ottenuta grazie al primo posto in classifica. 
Giunto in massima divisione, il Roda consolidò la propria posizione nel campionato di vertice e per anni andò varie volte vicino alla qualificazione alle coppe europee. Nel 1975, pur perdendo la finale di Coppa d'Olanda contro il PSV (1-0 dopo i tempi supplementari), la squadra si qualificò per la Coppa delle Coppe 1975-1976, dove fu eliminata dall'Anderlecht al primo turno (5-3 il risultato complessivo).
Nell stagione 1986-1987 il Roda ottenne nuovamente l'accesso agli spareggi per la qualificazione alle coppe europee, ma fu l'Utrecht ad avere la meglio. Nel 1987-1988 la retrocessione in Eerste Divisie fu evitata per un soffio, grazie al 15º posto finale. Nella stessa stagione il club di Kerkrade raggiunse la finale di Coppa d'Olanda, dove si portò per ben due volte in vantaggio contro il PSV (vincitore quell'anno del titolo nazionale e della Coppa dei Campioni), per poi soccombere per 3-2. Dato che il PSV vinse il campionato olandese, al Roda bastò la qualificazione alla finale di coppa per ottenere la qualificazione alla Coppa delle Coppe 1988-1989.
La stagione 1988-1989 si ricorda a Kerkrade per la memorabile cavalcata in Coppa delle Coppe, conclusasi ai quarti di finale contro il CSKA Sofia dopo i tiri di rigore. Negli anni successivi il club giallonero si piazzò quinto per due volte, ma solo in un caso ottenne la qualificazione alle coppe europee. Si segnalano le annate 1990-1991, quando il Roda raggiunse la semifinale di Coppa d'Olanda, persa ai tiri di rigore contro il Den Bosch, e 1991-1992, quando in Coppa d'Olanda il Roda si arrese solo in finale al Feyenoord (3-0).

### Gli anni d'oro del Roda (1994-2010)
Sotto la presidenza di Nol Hendriks, dalla metà degli anni novanta il Roda ottenne ottimi risultati in ambito nazionale e ben figurò nelle coppe europee. 
Nel 1994-1995 si piazzò secondo in Eredivisie, a sette punti dall'Ajax campione e a sette dal PSV terzo. Nel 1996-1997 (finale contro l'Heerenveen) e nel 1999-2000 (finale contro il N.E.C.) vinse la Coppa d'Olanda, ottenendo la qualificazione alla Coppa delle Coppe 1997-1998 (eliminazione ai quarti di finale contro il Vicenza di Francesco Guidolin, 1-9 il risultato complessivo) e alla Coppa UEFA 2000-2001. 
Nella stagione 2001-2002 la squadra sfiorò l'impresa a San Siro contro il Milan di Carlo Ancelotti. Dopo aver perso per 1-0 in casa l'andata dei quarti di finale di Coppa UEFA, vinse per 1-0 in casa dei rossoneri, portando la sfida ai supplementari e poi ai tiri di rigore. Qui passarono anche in vantaggio, ma poi persero la sfida.
Il Roda si qualificò per la Coppa Intertoto nel 2003-2004 e nel 2004-2005. Negli anni seguenti fu raggiunta più volte la qualificazione ai play-off di Eredivisie per le coppe europee, ma senza il successo finale. Nel 2007-2008 perse la finale di Coppa d'Olanda contro il Feyenoord (2-0). Nel 2008-2009, all'ultima giornata di Eredivisie, colse una clamorosa vittoria al de Kuip contro il Feyenoord, necessaria per non retrocedere direttamente e qualificarsi per gli spareggi promozione-retrocessione, dove il Roda ebbe la meglio contro il Cambuur ai tiri di rigore.

### Declino (2010-2013)
Nella seconda metà del primo decennio degli anni 2000 il Roda conobbe uno dei periodi più cupi della sua storia. Una volta fallito il tentativo di fusione con MVV e Fortuna Sittard (già visto di cattivo occhio dalle tifoserie interessate), il club, pur operando in modo indipendente, era sull'orlo del fallimento. Allo scopo di evitare il fallimento l'allora direttore Martin van Geel ottenne dal comune di Kerkrade un prestito. Una delle condizioni che il comune di Kerkrade propose fu il cambiamento del nome della squadra che da Roda JC, mutò in Roda JC Kerkrade. Il nuovo nome del club entrò in uso nella stagione 2010-2011. Con questo prestito, però il pericolo ancora non era terminato. Il bilancio del club risultò tuttavia all'attivo proprio grazie al prestito del comune di Kerkrade, che evitò il fallimento del club all'ultimo momento.

### Tra prima e seconda divisione (2013-oggi)
Nella stagione 2013-2014 la squadra retrocesse in seconda divisione dopo 41 nni di militanza ininterrotta in massima serie. Fatale fu il 18º posto in classifica. Immediata fu la promozione in massima divisione, ottenuta vincendo prima il secondo turno di play-off contro l'Emmen (vittoria per 1-0 in trasferta e pareggio per 2-2 in casa) e poi la finale degli spareggi promozione-retrocessione contro il NAC Breda (sconfitta per 1-0 in trasferta e vittoria per 2-1 in casa dopo i tempi supplementari). 
Dopo due salvezze (la seconda dei quali passando per gli spareggi), nel maggio 2018 il club ha conosciuto una nuova retrocessione in seconda divisione. Classificatasi al 16º posto, la squadra ha infatti perso contro l'Almere City, club di Eerste Divisie, negli spareggi promozione-retrocessione. 
Il 27 settembre 2019, nell'intervallo di Roda JC-De Graafschap, una decina di tifosi è riuscita ad entrare nella tribuna centrale dove siede la dirigenza e ha letteralmente spinto il nuovo proprietario della società Mauricio Garcia de la Vega fuori dallo stadio. La polizia è dovuta intervenire per calmare gli animi e scortare De la Vega in un posto più sicuro. 
Garcia de la Vega aveva detto in estate di avere intenzione di comprare il club e di voler coprire tutti i debiti della società, ma secondo i supporters del Roda non ha mantenuto le promesse. L'attuale proprietario Frits Schrouff ha dichiarato ai microfoni dei media olandesi che il messicano ha comprato come aveva detto le sue azioni in attesa dell'approvazione dei documenti da parte della KNVB per confermare il passaggio di proprietà.
A novembre la crisi societaria si risolve grazie all'arrivo di Herman Huirne che salva il club dal fallimento rilevando l'80% delle azioni.

## Colori e simboli

### Colori
I colori sociali sono il giallo e il nero. La maglia di gioco è gialla con bordi neri, invece i pantaloncini sono neri e i calzettoni gialli.

## Strutture

### Stadio
Dal 2000 il club disputa le proprie gare interne nello Parkstad Limburg Stadion, che si trova a Kerkrade e che può ospitare 19.979 spettatori.
In precedenza il club aveva utilizzato lo Stadio Sportpark Kaalheide.

## Allenatori
- 1962-1963  Thomas Barthel
- 1963-1965  Michael Pfeiffer
- 1965-1966  Wiel Coerver
- 1968-1969  Willibert Weth
- 1971-1972  Jacques Koole
- 1972-1973
 Jacques Koole (fino a novembre)
 Hennie Hollink (da febbraio)
- 1973-1974
 Hennie Hollink (fino a febbraio)
 Fritz Pliska (da febbraio)
- 1974-1980  Bert Jacobs
- 1980-1983  Piet de Visser
- 1983-1984 
 Hans Eijkenbroek (fino a novembre)
 Eugène Gerards (novembre - dicembre)
 Frans Körver (da dicembre)
- 1984-1986  Frans Körver
- 1986-1987
 Rob Baan (fino ottobre)
 Rob Jacobs (da novembre)
- 1987-1988  Rob Jacobs
- 1988-1991  Jan Reker
- 1991-1992  Adrie Koster
- 1992-1993
 Adrie Koster (fino a febbraio)
 Huub Stevens (da marzo)
- 1993-1996  Huub Stevens
- 1996-1997
 Huub Stevens (fino a ottobre)
 Eddy Achterberg (ottobre)
 Martin Jol (da novembre)
- 1997-1998
 Martin Jol (fino a marzo)
 Theo Vonk (da marzo)
- 1998-2001  Sef Vergoossen
- 2001-2002
 Jan van Dijk (fino a settembre)
 Georges Leekens (da settembre)
- 2002-2005  Wiljan Vloet
- 2005-2006  Huub Stevens
- 2006-2007
 Huub Stevens (fino a febbraio)
 Raymond Atteveld (da febbraio)
- 2007-2008
 Raymond Atteveld (fino a ottobre)
 Martin Koopman (ottobre - novembre)
 Harm van Veldhoven (da novembre)
- 2008-2012  Harm van Veldhoven
- 2012-2013  Ruud Brood
- 2013-2014
 Ruud Brood (fino a dicembre)
 Rick Plum (dicembre)
 Regillio Vrede (dicembre)
 Jon Dahl Tomasson (dicembre - maggio)
- 2014-2015
 René Trost (fino a aprile)
 Regillio Vrede (da aprile)
- 2015-2016   Darije Kalezić
- 2016-2017 
 Giannīs Anastasiou (fino a maggio)
 René Trost e  Rick Plum (ad interim) (maggio - giugno)
- 2017-2019  Robert Molenaar
- 2019-2020  Jean-Paul de Jong
- 2020-2023  Jurgen Streppel
- 2023-  Bas Sibum

## Calciatori

### Vincitori di titoli
Campioni d'Europa
- Wilbert Suvrijn (Germania Ovest 1988)

## Palmarès

### Competizioni nazionali
- Coppa dei Paesi Bassi: 2

1996-1997, 1999-2000
- Eerste Divisie: 1

1972-1973

### Altri piazzamenti
- Campionato olandese:

Secondo posto: 1958-1959, 1994-1995
- Coppa dei Paesi Bassi:

Finalista: 1975-1976, 1987-1988, 1991-1992, 2007-2008
Semifinalista: 1958-1959, 1990-1991, 1995-1996, 2005-2006
- Supercoppa dei Paesi Bassi:

Finalista: 1997, 2000
- Eerste Divisie:

Terzo posto: 2014-2015, 2023-2024
- Coppa Intertoto UEFA:

Semifinalista: 2005

## Statistiche e record

### Partecipazione ai campionati e ai tornei internazionali

#### Campionati nazionali
Il miglior risultato ottenuto nell'Eredivisie è il secondo posto della stagione 1994-1995.
Dalla stagione 1962-1963 alla 2022-2023 il club ha ottenuto le seguenti partecipazioni ai campionati nazionali:
| Livello | Categoria      | Partecipazioni | Debutto   | Ultima stagione | Totale |
| ------- | -------------- | -------------- | --------- | --------------- | ------ |
| 1º      | Eredivisie     | 45             | 1973-1974 | 2017-2018       | 45     |
| 2º      | Eerste Divisie | 9              | 1962-1963 | 2022-2023       | 9      |
| 3º      | Tweede klasse  | 8              | 1963-1964 | 1970-1971       | 8      |

#### Tornei internazionali
Il miglior cammino del club nelle competizioni europee è il raggiungimento dei quarti nella Coppa delle Coppe 1988-1989. Ha anche disputato la semifinale della Coppa Intertoto 2005.
Alla stagione 2022-2023 il club ha ottenuto le seguenti partecipazioni ai tornei internazionali:
| Categoria                     | Partecipazioni | Debutto   | Ultima stagione |
| ----------------------------- | -------------- | --------- | --------------- |
| Coppa delle Coppe             | 3              | 1976-1977 | 1997-1998       |
| Coppa UEFA/UEFA Europa League | 6              | 1990-1991 | 2001-2002       |
| Coppa Intertoto               | 2              | 2004      | 2005            |

## Tifoseria
Tra le amicizie della tifoseria del Roda Kerkrade è presente quella con il Vicenza (nata nel Marzo 1998 durante le due partite disputate tra gialloneri e biancorossi nei quarti di finale della Coppa delle Coppe 1997-1998).

## Organico

### Rosa 2024-2025
Rosa aggiornata al 24 gennaio 2025
| N. |                        | Ruolo | Calciatore        |
| -- | ---------------------- | ----- | ----------------- |
| 1  | Paesi Bassi (bandiera) | P     | Koen Bucker       |
| 3  | Paesi Bassi (bandiera) | D     | Thomas Oude Kotte |
| 4  | Germania (bandiera)    | D     | Brian Koglin      |
| 5  | Paesi Bassi (bandiera) | D     | Koen Jansen       |
| 6  | Paesi Bassi (bandiera) | C     | Wesley Spieringhs |
| 8  | Germania (bandiera)    | D     | Joey Müller       |
| 9  | Turchia (bandiera)     | A     | Tiago Çukur       |
| 10 | Germania (bandiera)    | C     | Joshua Schwirten  |
| 11 | Paesi Bassi (bandiera) | C     | Iman Griffith     |
| 13 | Germania (bandiera)    | D     | Nils Röseler      |
| 15 | Belgio (bandiera)      | D     | Lucas Beerten     |
| 16 | Germania (bandiera)    | P     | Justin Treichel   |

| N. |                        | Ruolo | Calciatore         |
| -- | ---------------------- | ----- | ------------------ |
| 17 | Paesi Bassi (bandiera) | C     | Orhan Džepar       |
| 18 | Germania (bandiera)    | D     | Tim Köther         |
| 20 | Paesi Bassi (bandiera) | C     | Leroy Been         |
| 21 | Paesi Bassi (bandiera) | C     | Rodney Kongolo     |
| 22 | Paesi Bassi (bandiera) | D     | Jay Kruiver        |
| 23 | Paesi Bassi (bandiera) | P     | Jordy Steins       |
| 24 | Curaçao (bandiera)     | D     | Nathangelo Markelo |
| 27 | Paesi Bassi (bandiera) | A     | Saydou Bangura     |
| 28 | Paesi Bassi (bandiera) | A     | Sam Krawczyk       |
| 47 | Paesi Bassi (bandiera) | C     | Cain Seedorf       |
| 77 | Kosovo (bandiera)      | C     | Patriot Sejdiu     |
| 97 | Belgio (bandiera)      | A     | Thibo Baeten       |